# Pierre Joseph Louis Alfred Dubois
Pour les articles homonymes, voir Dubois.
Pierre Joseph Louis Alfred Dubois (21 novembre 1852 - 17 janvier 1924) est un général de division français dont le nom est associé à la Première Guerre mondiale.

## Biographie
Pierre Joseph Louis Alfred Dubois est né le 21 novembre 1852 à Sedan de Joseph Dubois et de Nathalie Tourneux. Il se marie le 9 mars 1891 avec Mlle Joséphine Marguerite Otto. Il décède à Tours le 17 janvier 1924.
Il a été professeur de tactique à l’École de Guerre puis commandant de l'École de cavalerie de Saumur avant de devenir directeur de la Cavalerie au Ministère de la Guerre. Il devint commandant de la  1re Division de Cavalerie puis commandant du  9e Corps d'Armée poste qu'il avait lors du déclenchement de la Première Guerre mondiale. Il participait à la bataille de la Marne, d'Ypres. Puis commandant de la VIe Armée avant d'organiser les bases d'arrivée des armées américaines à Brest et Saint-Nazaire.
Il avait fait les campagnes d'Algérie en 1882 et du Maroc en 1885.

### Grades
- 15/11/1872 : élève à Saint-Cyr, 57e promotion dite du Shah[1]
- 01/10/1874 : sous-lieutenant
- 23/07/1878 : lieutenant
- 30/12/1881 : capitaine
- 29/12/1892 : chef d'escadrons
- 25/12/1898 : lieutenant-colonel
- 12/10/1901 : colonel
- 24/03/1905 : général de brigade
- 22/05/1909 : général de division

### Postes

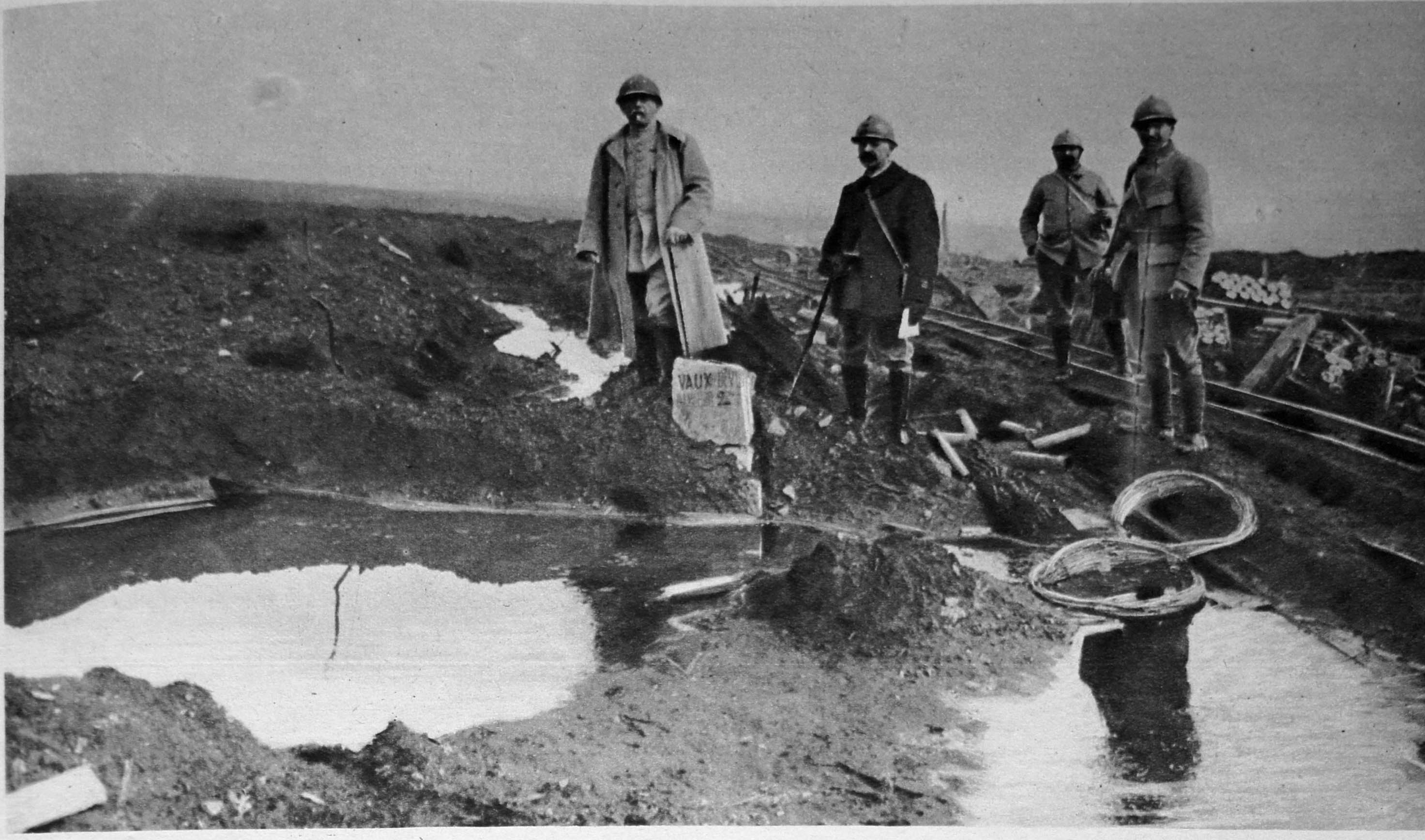
Le général visitant le fort de Vaux.

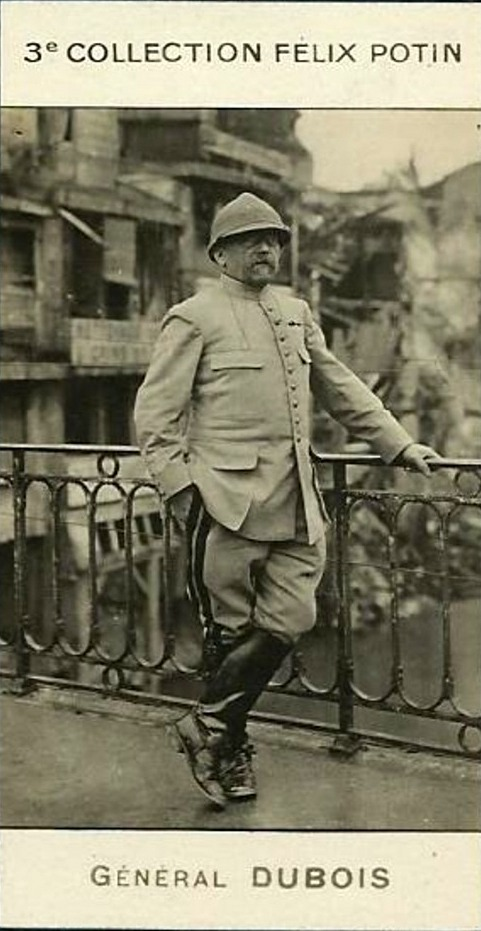

- 01/10/1874 : 24e régiment de dragons
- 12/11/1875 : 13e régiment de dragons
- 30/12/1881 : 9e régiment de dragons
- 14/03/1882 : 4e régiment de chasseurs d'Afrique
- 01/11/1886 : État-major de la 6e division de cavalerie
- 14/06/1889 : 3e régiment de hussards
- 24/09/1890 : École supérieure de guerre
- 12/07/1897 : 21e régiment de chasseurs à cheval
- 21/12/1898 : 13e régiment de chasseurs à cheval
- 12/10/1901 : commandant de l'École de cavalerie de Saumur
- 01/08/1905 : directeur de la Cavalerie au Ministère de la Guerre
- 22/05/1909 : commandant de la 1re Division de Cavalerie
- 19/06/1909 : membre du Comité technique de la Cavalerie
- 29/04/1913 : commandant du 9e Corps d'Armée
- 13/03/1915 : commandant de la VIe Armée
- 26/02/1916 : en disponibilité
- 22/06/1916 : commandant de la 5e Région (Orléans)
- 12/04/1917 : placé dans la section de réserve
- 12/07/1917 : commandant de la 11e Région (Nantes)
- 01/12/1917 : replacé dans la section de réserve

### Décorations

#### Intitulés des décorations françaises
|  |  |  |  |
|  |  |  |  |

- Légion d'honneur : Chevalier (10/07/94), Officier (04/09/04), Commandeur (11/07/12), Grand Officier (20/11/14) (« Cote LH/814/16 »)
- Croix de Guerre 1914-1918 2 palmes
- Médaille Interalliée de la Victoire.
- Officier dans l'Ordre des Palmes académiques
- Commandeur de l'Ordre de l'Étoile noire
- Médaille coloniale avec agrafe ALGÉRIE
- Médaille commémorative de la guerre 1914-1918.

#### Intitulés des décorations étrangères
|  |  |  |  |

- Chevalier commandeur de l'Ordre de Saint-Michel et Saint-George ( Royaume-Uni)
- Commandeur de l'Ordre des Saints-Maurice-et-Lazare ( Italie)
- Croix de guerre 1914-1918 ( Belgique)
- Commandeur du Nicham Iftikhar ( Tunisie)